# Kanton Lyon-V
Kanton Lyon-V (francouzsky Canton de Lyon-V) je francouzský kanton v departementu Rhône v regionu Rhône-Alpes. Zahrnuje 5. městský obvod města Lyonu.